# Boris Blacher
Boris Blacher (19. januar 1903 i Manchurian Rusland – 30. januar 1975 i Berlin Tyskland) var en tysk komponist og lærer.
Blacher blev født i grænselandet mellem Rusland og Kina i byen Manchurian. Han kom til Berlin i 1922, hvor han begyndte at studere arkitektur og matematik.
To år senere begyndte han at studere musik og komposition hos Ernst Toch. Han blev lærer på Dresden musikkonservatorium, men mistede sin stilling i 1940'erne under nazismen, da han blev blev beskyldt for sin støtte til moderne musik, som blev betegnet som degenereret musik.
Blacher fortsatte så sit virke på skolen efter 1945, og har undervist elever såsom Isang Yun og Giselher Klebe. Han var en af de centrale komponister i Tyskland´s efterkrigstid.
Han har komponeret en symfoni, orkesterværker, Balletmusik, violinkoncert, cellokoncert, to klaverkoncerter og to strygerkvartetter.

## Udvalgte værker
- Symfoni (1938) - for orkester
- Violinkoncert (1948) - for violin og orkester
- Cellokoncert (1964) - for cello og orkester
- 2 Strygekvartetter (1940)
- "Digtning" (1974) - for stort orkester
- 2 klaverkoncerter (19?, 1952) - for klaver og orkester
- "Koncertante musik" (1937) - for orkester
- "Tristan" (1965) – ballet